# 聖埃倫娜 (聖卡塔琳娜州)
26°56′16″S 53°37′8″W / 26.93778°S 53.61889°W
聖埃倫娜（葡萄牙語：Santa Helena），是巴西的城鎮，位於該國南部，由聖卡塔琳娜州負責管轄，始建於1992年1月9日，面積81平方公里，海拔高度530米，2012年人口2,382，人口密度每平方公里29.41人。